# Željko Stinčić
Želimir Stinčić (Zagabria, 13 luglio 1950) è un ex calciatore jugoslavo, di ruolo portiere.
Difese per 15 anni la porta della Dinamo Zagabria stabilendo il record di imbattibili nell'allora Prva Liga, non subì gol dal ottobre fino al 7 dicembre per ben 749 minuti spalmati in otto partite.

## Biografia
Nato a Zagabria, anche suo padre Branko ha difeso i pali della Dinamo Zagabria.

## Carriera

### Nazionale
Disputò una sola partita cona nazionale jugoslava, il 4 ottobre 1978 scesa da titolare nell'incontro perso 1-2 contro la Spagna.

## Statistiche

### Cronologia presenze e reti in nazionale
| Cronologia completa delle presenze e delle reti in nazionale ― Jugoslavia | Cronologia completa delle presenze e delle reti in nazionale ― Jugoslavia | Cronologia completa delle presenze e delle reti in nazionale ― Jugoslavia | Cronologia completa delle presenze e delle reti in nazionale ― Jugoslavia | Cronologia completa delle presenze e delle reti in nazionale ― Jugoslavia | Cronologia completa delle presenze e delle reti in nazionale ― Jugoslavia | Cronologia completa delle presenze e delle reti in nazionale ― Jugoslavia | Cronologia completa delle presenze e delle reti in nazionale ― Jugoslavia |
| Data                                                                      | Città                                                                     | In casa                                                                   | Risultato                                                                 | Ospiti                                                                    | Competizione                                                              | Reti                                                                      | Note                                                                      |
| ------------------------------------------------------------------------- | ------------------------------------------------------------------------- | ------------------------------------------------------------------------- | ------------------------------------------------------------------------- | ------------------------------------------------------------------------- | ------------------------------------------------------------------------- | ------------------------------------------------------------------------- | ------------------------------------------------------------------------- |
| 4-10-1978                                                                 | Zagabria                                                                  | Jugoslavia                                                                | 11 – 2                                                                    | Spagna                                                                    | Qual. Euro 1980                                                           | -2                                                                        |                                                                           |
| Totale                                                                    |                                                                           | Presenze                                                                  | 1                                                                         |                                                                           | Reti                                                                      | -2                                                                        |                                                                           |

## Palmarès

### Club

#### Competizioni nazionali
- Coppa di Jugoslavia: 2

Dinamo Zagabria: 1969, 1980

#### Competizioni internazionali
- Coppa dei Balcani per club: 1

Dinamo Zagabria: 1976